# Lucy Hicks Anderson
Lucy Hicks Anderson (Waddy, 1886-Los Ángeles, 1954) fue una socialite y cocinera afroamericana más conocida por su estancia en Oxnard, California, entre 1920 y 1946. Se le asignó un sexo masculino al nacer, pero desde muy temprana edad se mantuvo firme en que era una niña y sus padres y médicos la apoyaron para que viviera como tal. Estableció una pensión en Oxnard, donde se convirtió en una popular anfitriona. En 1945, un año después de casarse con su segundo marido, fue detenida y juzgada y condenada por perjurio ya que el gobierno dijo que había mentido sobre su sexo en su licencia de matrimonio. Tras salir de la cárcel, ella y su marido se trasladaron a Los Ángeles.

## Trayectoria
Lucy Hicks Anderson nació en Waddy, Kentucky, en 1886. Desde muy temprana edad, se empeñó en no ser hombre, identificándose como mujer en una época anterior a la existencia del término transgénero y llamándose Lucy. Los médicos dijeron a sus padres que la dejaran vivir como una mujer joven. Así lo hicieron, y empezó a llevar vestidos a la escuela y a ser conocida como Lucy.
A la edad de 15 años, Lucy dejó la escuela y se dedicó al trabajo doméstico como medio de subsistencia. A los 20 años, se dirigió al oeste a Pecos, Texas, donde trabajó en un hotel y luego a Nuevo México, donde se casó con su primer marido, Clarence Hicks, en Silver City, Nuevo México en 1920. Más tarde se mudó a Oxnard, California a la edad de 34 años. Como experta cocinera, ganó algunos concursos de repostería. Su matrimonio con Clarence duró nueve años, pero durante el transcurso de la unión, ahorró suficiente dinero para comprar una propiedad. Una pensión que era la fachada de un burdel. También vendía licor ilegal en la América de la Prohibición.
Fuera de su época como madame, era una conocida socialité y anfitriona en Oxnard, y más tarde utilizó sus contactos para evitar una condena grave en la cárcel. Según el académico C. Riley Snorton, "Cuando el sheriff la arrestó una noche, su reputación de doble cara dio sus frutos: Charles Donlon, el principal banquero de la ciudad, pagó rápidamente la fianza [porque] había programado una gran cena que habría fracasado con Lucy en la cárcel". En 1944, Hicks volvió a casarse con Reuben Anderson, un soldado destinado en Long Island, Nueva York.
En 1945, un marinero afirmó que había contraído una enfermedad venérea de una de las mujeres del burdel de Anderson, por lo que todas las mujeres, incluida Anderson, tuvieron que someterse a un examen médico. Cuando el fiscal del condado de Ventura se enteró por este examen de que a Anderson se le había asignado un sexo masculino al nacer, optó por juzgarla por perjurio, argumentando que mintió sobre su sexo en su licencia de matrimonio y se hizo pasar por una mujer. Durante el juicio, declaró: "Desafío a cualquier médico del mundo a que demuestre que no soy una mujer" y "he vivido, vestido y actuado como lo que soy, una mujer". Sin embargo, el tribunal la declaró culpable de perjurio en su licencia de matrimonio y la condenó a 10 años de libertad condicional. En aquella época, el matrimonio sólo era válido entre un hombre y una mujer, y ella no era considerada una mujer, por lo que el matrimonio fue declarado inválido. Como consecuencia, el gobierno federal la acusó de fraude por recibir las asignaciones económicas que las esposas de los soldados obtenían en virtud del G.I. Bill e inicialmente también por no haberse inscrito en el servicio militar obligatorio, hasta que demostró que era demasiado mayor para inscribirse. En este juicio, ella y Reuben fueron declarados culpables y condenados a una prisión para hombres, donde a Lucy se le prohibió, por orden judicial, llevar ropa de mujer.
Tras salir de la cárcel, el jefe de policía le prohibió volver a Oxnard y la amenazó con una nueva persecución. Ella y Reuben se trasladaron a Los Ángeles, donde residieron tranquilamente hasta la muerte de ella en 1954, a los 68 años.
El Handbook of LGBT Elders se refiere a Anderson como "uno de los primeros casos documentados de una persona transgénero afroamericana".